# Grójec (województwo świętokrzyskie)
Grójec – wieś w Polsce położona w województwie świętokrzyskim, w powiecie ostrowieckim, w gminie Ćmielów.
W latach 1975–1998 miejscowość administracyjnie należała do województwa tarnobrzeskiego.
Przez miejscowość przebiega droga wojewódzka nr 755.
Wieś sołecka – zobacz jednostki pomocnicze gminy Ćmielów w  BIP
Wierni kościoła rzymskokatolickiego należą do parafii Wniebowzięcia Najświętszej Maryi Panny w Ćmielowie.

## Części wsi
| SIMC    | Nazwa            | Rodzaj     |
| ------- | ---------------- | ---------- |
| 0789513 | Kamienna         | część wsi  |
| 0789520 | Krasków          | przysiółek |
| 0789536 | Piaski Grójeckie | osada      |

## Historia
W wieku XIX opisano Grójec jako wieś nad rzeką Kamienną w  ówczesnym powiecie opatowskim, gminie Bodzechów, parafii Ćmielów.
- 1827 r. było tu 34 domy, 316 mieszkańców
- 1881 wieś liczyła 54 domy i 375 mieszkańców na  333 morgach ziemi włościańskiej i 1 mordze dworskiej[7].
- 1921 wieś w gminie Bodzechów - domów spisano 83, mieszkańców 552.[8]